# Bohdašín
Bohdašín (en allemand : Bochdaschin) est une commune du district de Rychnov nad Kněžnou, dans la région de Hradec Králové, en République tchèque. Sa population s'élevait à 212 habitants en 2022.

## Géographie
Bohdašín se trouve à 10 km au sud-sud-est de Náchod, à 20 km au nord-nord-ouest de Rychnov nad Kněžnou, à 32 km à l'est-nord-est de Hradec Králové et à 131 km à l'est-nord-est de Prague.
La commune est limitée par Podbřezí au nord, par Nový Hrádek au nord-est, par Janov à l'est, par Ohnišov au sud et au sud-ouest, et par Slavoňov à l'ouest et par Mezilesí au nord-ouest.

## Histoire
La première mention écrite de la localité date de 1544.

## Administration
La commune se compose de deux sections :
- Bohdašín
- Vanovka

## Galerie

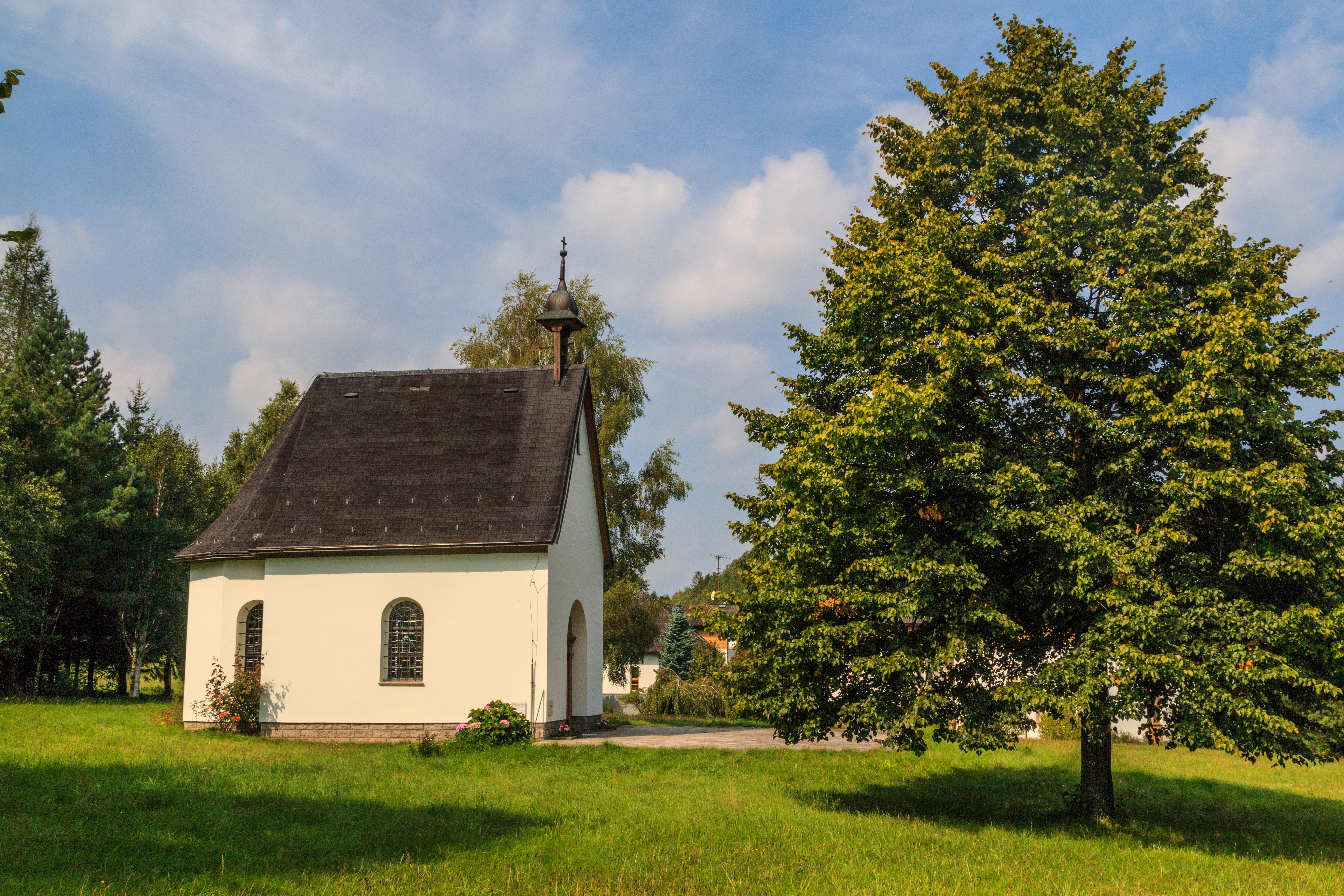
Chapelle à Bohdašíně.
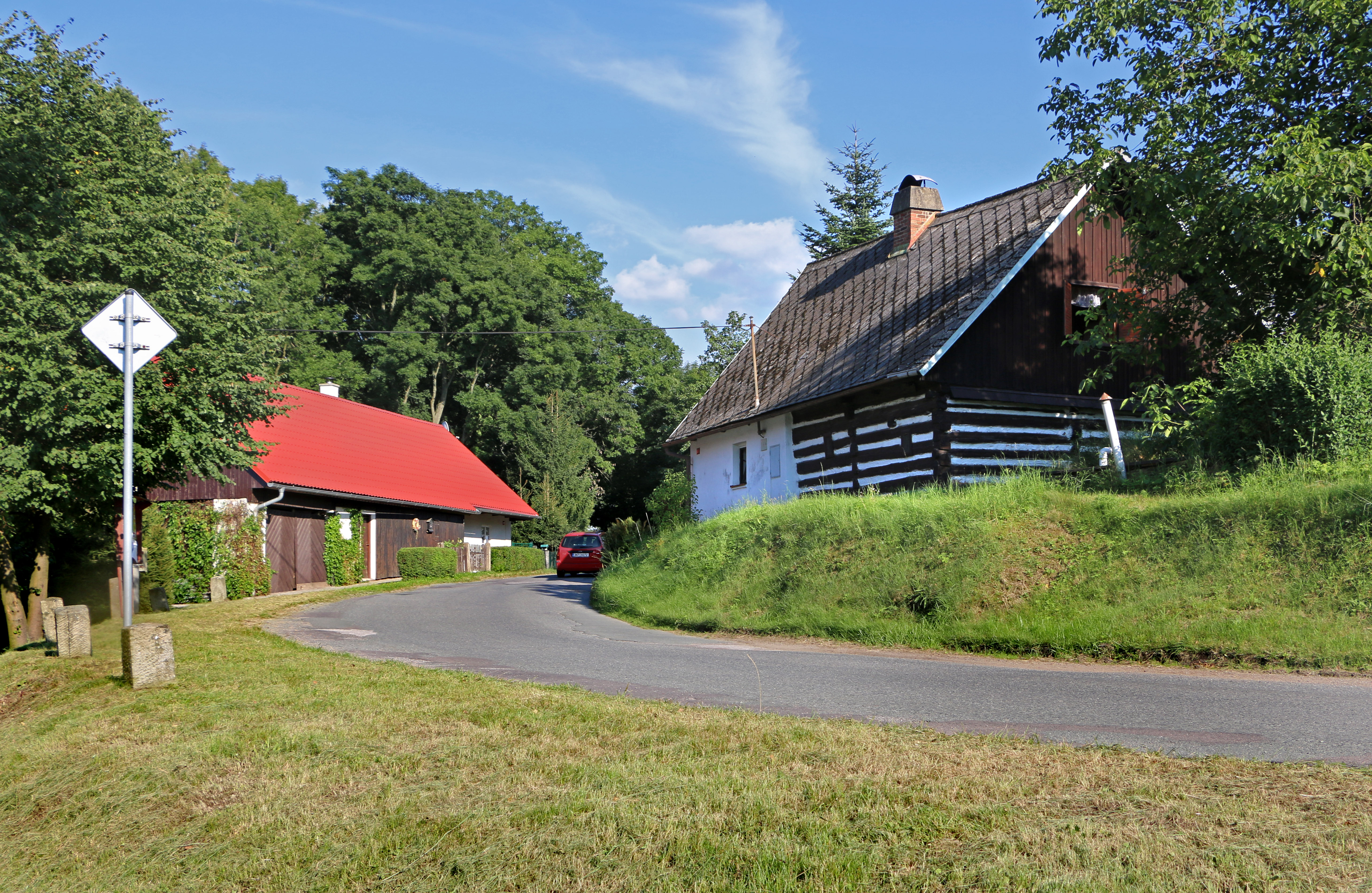
Vanovka : rue principale.

## Transports
Par la route, Bohdašín se trouve à 17 km de Náchod, à 24 km de Rychnov nad Kněžnou, à 33 km de Hradec Králové et à 157 km de Prague. 